# Wildwestroman
Een wildwestroman (ook wel western genoemd) is een literair genre waarbij het verhaal zich afspeelt in het Wilde Westen van de Verenigde Staten in de jaren 1860 tot 1900.
Het genre vond zijn oorsprong in de Amerikaanse dime novels en grijpt terug op de Europese avonturenroman. Een aantal verhalen van James Fenimore Cooper stonden aan het begin van dit genre.